# Riesa
Riesa er en by i landkreis Meißen i den tyske delstat Sachsen med omkring 35.508 indbyggere (per 2007). Den udgør et areal på 58,84 km² og ligger vest for Elben. Byen er blevet kendt for dens stålindustri og som sportsby.
I DDR tiden, var Riesa navnlig kendt som hjemsted for en af DDRs pastafabrikker (Riesa Nudeln). Der produceres stadigvæk pasta i byen. 
Siden 1994 har Riesa haft status som Große Kreisstadt i Sachsen.